# بیمارستان عمومی ادوکیت لوتران
بیمارستان عمومی ادوکیت لوتران (به انگلیسی: Advocate Lutheran General Hospital) بیمارستانی در ایالات متحده آمریکا است و دارای ۶۴۵ تخت است.